# Cupa Greciei
Cupa Greciei (greacă Κύπελλο Ελλάδος Ποδοσφαίρου) este competiția fotbalistică de cupă din Grecia, organizată de Federația Elenă de Fotbal. Cupa Greciei este al doilea cel mai important eveniment național de fotbal masculin, după campionatul Superliga. De la înființarea sa în 1931, a avut loc de 79 de ori, în care câștigătorul cupei a apărut 78. Olympiacos este cel mai de succes club care a ajuns în finală de 41 de ori și a câștigat 28 de trofee.

## Istorie
Cupa Greciei sub EPO a început în 1931. În primii ani, intrarea a fost opțională. Echipele au fost împerecheate între ele de către asociațiile de fotbal, fără a avea loc nicio remiză. Mai târziu, timp de mulți ani, a avut loc o remiză adecvată și s-au adăugat și meciuri cu două etape.
Participarea lui Olympiacos și Panathinaikos în finala 1962 este socotită pentru ambele ca prezență a unui finalist, deoarece meciul a fost oprit din cauza întunericului în prelungiri (0-0). Din cauza incidentelor dintre jucătorii celor două echipe, a incidentelor din tribune, a întârzierilor excesive și a suspiciunii că toate acestea au fost intenționate pentru ca meciul să se repete și pentru ca echipele să facă profituri mai mari, consiliul GGA a decis să pedepsească EPO cu o mustrare și a interzis reluarea meciului ca penalizare pentru ambele echipe.
Până în 1964, dacă scorul final era egal (inclusiv prelungiri), cele două echipe jucau un meci de reluare, în timp ce penalty-urile nu existau. În acel an, în semifinala dintre Panathinaikos și Olympiacos la scorul de 1–1 la acea vreme, fanii ambelor echipe au luat cu asalt terenul, au avariat terenul de fotbal și au oprit practic jocul, bănuiau că  meciul era aranjat să se termine cu o remiză, pentru a fi rejucat din motive financiare. Ambele echipe au fost excluse din competiție și, prin urmare, în 1964 AEK Atena a câștigat cupa, dar meciul final nu a avut loc. AEK a câștigat, de asemenea, în mod similar în 1966, când Olympiacos nu s-a prezentat pentru finală.
În 1965, s-a aplicat o nouă regulă, prin care se stabilește că, dacă jocul era indecis chiar și după prelungiri, câștigătorul va fi determinat prin aruncarea unei monede. Panathinaikos a câștigat astfel în finala din 1969 împotriva celor de la Olympiacos. Ulterior au fost aplicate loviturile de departajare. Până în 1971 au participat echipe din toată țara, profesioniști și amatori. Fiecare echipă a jucat mai întâi împotriva cluburilor din propria asociație, iar câștigătorii au continuat într-o competiție la nivel național. Datorită acestui fapt, taberele profesioniste puternice au întâlnit echipe de amatori din cartier, uneori învingându-le cu scoruri neverosimile; o victorie încheiată cu scorul de 23 la 0 într-un meci Apollon Athens vs. PAO Neas Melandias din 23 septembrie 1959 rămâne până astăzi o victorie record pentru Cupa Greciei. Din 1971, doar echipele din diviziile profesioniste au voie să participe, în timp ce cluburile de amatori participă la Cupa Amatorilor.
În 1991 și 1992, finalele s-au juact în două manșe. Se consideră că cel mai interesant meci din istoria competiției, finala din 2009 dintre Olympiacos și AEK (3–3 după 90 de minute, 4–4 după prelungiri și 15–14 la penalty-uri).

## Rezultate
| Finala | Câștigătoare | Scor | Finalistă | Finala | Câștigătoare | Scor | Finalistă |
| ------ | ------------ | ---- | --------- | ------ | ------------ | ---- | --------- |

| 2025 | Olympiacos      | 2 - 0 | OFI Creta        | 2026 | ?                                                             |                                                               | ?                                                             |
| 2023 | AEK Atena       | 2 - 0 | PAOK             | 2024 | Panathinaikos                                                 | 1 - 0                                                         | Aris Salonic                                                  |
| 2021 | PAOK            | 2 - 1 | Olympiacos       | 2022 | Panathinaikos                                                 | 1 - 0                                                         | PAOK                                                          |
| 2019 | PAOK            | 1 - 0 | AEK Atena        | 2020 | Olympiacos                                                    | 1 - 0                                                         | AEK Atena                                                     |
| 2017 | PAOK            | 2 - 1 | AEK Atena        | 2018 | PAOK                                                          | 2 - 0                                                         | AEK Atena                                                     |
| 2015 | Olympiacos      | 3 - 1 | Xanthi           | 2016 | AEK Atena                                                     | 2 - 1                                                         | Olympiacos                                                    |
| 2013 | Olympiacos      | 3 - 1 | Asteras Tripolis | 2014 | Panathinaikos                                                 | 4 - 1                                                         | PAOK                                                          |
| 2011 | AEK Atena       | 3 - 0 | Atromitos        | 2012 | Olympiacos                                                    | 2 - 1                                                         | Atromitos                                                     |
| 2009 | Olympiacos ✠    | 4 - 4 | AEK Atena        | 2010 | Panathinaikos                                                 | 1 - 0                                                         | Aris Salonic                                                  |
| 2007 | Larissa         | 2 - 1 | Panathinaikos    | 2008 | Olympiacos                                                    | 2 - 0                                                         | Aris Salonic                                                  |
| 2003 | PAOK            | 1 - 0 | Aris Salonic     | 2004 | Panathinaikos                                                 | 3 - 1                                                         | Olympiacos                                                    |
| 2001 | PAOK            | 4 - 2 | Olympiacos       | 2002 | AEK Atena                                                     | 2 - 1                                                         | Olympiacos                                                    |
| 1999 | Olympiacos      | 2 - 0 | Panathinaikos    | 2000 | AEK Atena                                                     | 3 - 0                                                         | Ionikos                                                       |
| 1997 | AEK Atena ✠     | 0 - 0 | Panathinaikos    | 1998 | Panionios                                                     | 1 - 0                                                         | Panathinaikos                                                 |
| 1995 | Panathinaikos   | 1 - 0 | AEK Atena        | 1996 | AEK Atena                                                     | 7 - 1                                                         | Smyrnis                                                       |
| 1993 | Panathinaikos   | 1 - 0 | Olympiacos       | 1994 | Panathinaikos ✠                                               | 3 - 3                                                         | AEK Atena                                                     |
| 1991 | Panathinaikos   | 5 - 1 | Athinaikos       | 1992 | Olympiacos                                                    | 3 - 1                                                         | PAOK                                                          |
| 1989 | Panathinaikos   | 3 - 1 | Panionios        | 1990 | Olympiacos                                                    | 4 - 2                                                         | OFI Creta                                                     |
| 1987 | OFI Creta ✠     | 1 - 1 | Iraklis          | 1988 | Panathinaikos ✠                                               | 2 - 2                                                         | Olympiacos                                                    |
| 1985 | Larissa         | 4 - 1 | PAOK             | 1986 | Panathinaikos                                                 | 4 - 0                                                         | Olympiacos                                                    |
| 1983 | AEK Atena       | 2 - 0 | PAOK             | 1984 | Panathinaikos                                                 | 2 - 0                                                         | Larissa                                                       |
| 1981 | Olympiacos      | 3 - 1 | PAOK             | 1982 | Panathinaikos                                                 | 1 - 0                                                         | Larissa                                                       |
| 1979 | Panionios       | 3 - 1 | AEK Atena        | 1980 | Kastoria                                                      | 5 - 2                                                         | Iraklis                                                       |
| 1977 | Panathinaikos   | 2 - 1 | PAOK             | 1978 | AEK Atena                                                     | 2 - 0                                                         | PAOK                                                          |
| 1975 | Olympiacos      | 1 - 0 | Panathinaikos    | 1976 | Iraklis ✠                                                     | 4 - 4                                                         | Olympiacos                                                    |
| 1973 | Olympiacos      | 1 - 0 | PAOK             | 1974 | PAOK ✠                                                        | 2 - 2                                                         | Olympiacos                                                    |
| 1971 | Olympiacos      | 3 - 1 | PAOK             | 1972 | PAOK                                                          | 2 - 1                                                         | Panathinaikos                                                 |
| 1969 | Panathinaikos ‡ | 1 - 1 | Olympiacos       | 1970 | Aris Salonic                                                  | 1 - 0                                                         | PAOK                                                          |
| 1967 | Panathinaikos   | 1 - 0 | Panionios        | 1968 | Olympiacos                                                    | 1 - 0                                                         | Panathinaikos                                                 |
| 1965 | Olympiacos      | 1 - 0 | Panathinaikos    | 1966 | AEK Atena                                                     |                                                               | Olympiacos                                                    |
| 1963 | Olympiacos      | 3 - 0 | Pierikos         | 1964 | AEK Atena                                                     |                                                               | Fără adversar                                                 |
| 1961 | Olympiacos      | 3 - 0 | Panionios        | 1962 | Jocul a fost întrerupt în minutul 97 din cauza întunericului. | Jocul a fost întrerupt în minutul 97 din cauza întunericului. | Jocul a fost întrerupt în minutul 97 din cauza întunericului. |
| 1959 | Olympiacos      | 2 - 1 | Doxa Dramas      | 1960 | Olympiacos                                                    | 3 - 0                                                         | Panathinaikos                                                 |
| 1957 | Olympiacos      | 2 - 0 | Iraklis          | 1958 | Olympiacos                                                    | 5 - 1                                                         | Doxa Dramas                                                   |
| 1955 | Panathinaikos   | 2 - 0 | PAOK             | 1956 | AEK Atena                                                     | 2 - 1                                                         | Olympiacos                                                    |
| 1953 | Olympiacos      | 3 - 2 | AEK Atena        | 1954 | Olympiacos                                                    | 2 - 0                                                         | Doxa Dramas                                                   |
| 1951 | Olympiacos      | 4 - 0 | PAOK             | 1952 | Olympiacos                                                    | 2 - 0                                                         | Panionios                                                     |
| 1949 | AEK Atena       | 2 - 1 | Panathinaikos    | 1950 | AEK Atena                                                     | 4 - 0                                                         | Aris Salonic                                                  |
| 1947 | Olympiacos      | 5 - 0 | Iraklis          | 1948 | Panathinaikos                                                 | 2 - 1                                                         | AEK Atena                                                     |
| 1939 | AEK Atena       | 2 - 1 | PAOK             | 1940 | Panathinaikos                                                 | 3 - 1                                                         | Aris Salonic                                                  |
| 1932 | AEK Atena       | 5 - 3 | Aris Salonic     | 1933 | Ethnikos Pireu                                                | 2 - 1                                                         | Aris Salonic                                                  |

## Palmares
| Club Sportiv | Trofee | Prima oară | Ultima oară | Finalistă | Prima oară | Ultima oară | Finale jucate |

| Olympiacos       | 29 | 1947 | 2025 | 13 | 1956 | 2021 | 42 |
| Panathinaikos    | 20 | 1940 | 2024 | 10 | 1949 | 2007 | 30 |
| AEK Atena        | 16 | 1932 | 2023 | 11 | 1948 | 2020 | 27 |
| PAOK             | 8  | 1972 | 2021 | 15 | 1939 | 2023 | 23 |
| Panionios        | 2  | 1979 | 1998 | 4  | 1952 | 1989 | 6  |
| Larissa          | 2  | 1985 | 2007 | 2  | 1982 | 1984 | 4  |
| Aris Salonic     | 1  | 1970 | -    | 9  | 1932 | 2024 | 10 |
| Iraklis          | 1  | 1976 | -    | 4  | 1947 | 1987 | 5  |
| OFI Creta        | 1  | 1987 | -    | 2  | 1990 | 2025 | 3  |
| Ethnikos Pireu   | 1  | 1933 | -    | -  | -    | -    | 1  |
| Kastoria         | 1  | 1980 | -    | -  | -    | -    | 1  |
| Doxa Dramas      | -  | -    | -    | 3  | 1954 | 1959 | 3  |
| Atromitos        | -  | -    | -    | 2  | 2011 | 2012 | 2  |
| Pierikos         | -  | -    | -    | 1  | 1963 | -    | 1  |
| Athinaikos       | -  | -    | -    | 1  | 1991 | -    | 1  |
| Smyrnis          | -  | -    | -    | 1  | 1996 | -    | 1  |
| Ionikos          | -  | -    | -    | 1  | 2000 | -    | 1  |
| Asteras Tripolis | -  | -    | -    | 1  | 2013 | -    | 1  |
| Xanthi           | -  | -    | -    | 1  | 2015 | -    | 1  |

## Trofee după oraș
| Oraș | Trofee | Echipa 1 | Echipa 2 | Echipa 3 |

| Atena        | 38 | Panathinaikos - 20 | AEK Atena - 16     | Panionios - 2 |
| Pireu        | 29 | Olympiacos - 28    | Ethnikos Pireu - 1 | -             |
| Thessaloniki | 10 | PAOK - 8           | Aris Salonic - 1   | Iraklis - 1   |
| Larissa      | 2  | Larissa - 2        | -                  | -             |
| Heraklion    | 1  | OFI Creta - 1      | -                  | -             |
| Kastoria     | 1  | Kastoria - 1       | -                  | -             |
| ------------ | -- | ------------------ | ------------------ | ------------- |

## Semifinale
| Club Sportiv | Apariții | Prima oară | Ultima oară |
| ------------ | -------- | ---------- | ----------- |

| Club Sportiv | Apariții | Prima oară | Ultima oară |
| ------------ | -------- | ---------- | ----------- |

| Club Sportiv | Apariții | Prima oară | Ultima oară |
| ------------ | -------- | ---------- | ----------- |

| Olympiacos  | 57 | 1933 | 2025 |
| PAOK        | 36 | 1932 | 2024 |
| Panionios   | 16 | 1952 | 2018 |
| Larissa     | 8  | 1982 | 2018 |
| Atromitos   | 5  | 1992 | 2016 |
| Lamia       | 4  | 1972 | 2023 |
| Kavala      | 3  | 1966 | 2010 |
| Niki Volos  | 2  | 1947 | 1965 |
| Proodeftiki | 2  | 1960 | 1965 |

| Panathinaikos    | 44 | 1940 | 2024 |
| Iraklis          | 18 | 1933 | 2015 |
| Smyrnis          | 12 | 1932 | 2015 |
| Doxa Dramas      | 6  | 1952 | 1961 |
| Asteras Tripolis | 5  | 2009 | 2025 |
| Xanthi           | 4  | 2002 | 2015 |
| Egaleo           | 3  | 1970 | 2003 |
| Asteras Atena    | 2  | 1948 | 1951 |
| Panachaiki       | 2  | 1979 | 1997 |

| AEK Atena      | 41 | 1932 | 2025 |
| Aris Salonic   | 16 | 1932 | 2024 |
| Ethnikos Pireu | 8  | 1933 | 1989 |
| OFI Creta      | 6  | 1987 | 2025 |
| Giannina       | 4  | 1963 | 2021 |
| Pierikos       | 3  | 1963 | 1974 |
| Athinaikos     | 3  | 1991 | 1999 |
| Panegialios    | 2  | 1960 | 1981 |
| Kastoria       | 2  | 1980 | 2004 |